# فرنسيس أفري
فرنسيس أفري (بالإنجليزية: Francis Afriyie)‏ هو لاعب كرة قدم غاني في مركز الهجوم، ولد في 18 يناير 1995 في إقليم برونغ - أهافو ‏ في غانا. لعب مع Bechem United F.C. ‏.

## وصلات خارجية
- فرنسيس أفري على موقع قاعدة بيانات كرة القدم.إي يو (الإنجليزية)
- فرنسيس أفري على موقع Soccerway.com (الإنجليزية)